# Karl-Heinz Becker (Fußballspieler)
Karl-Heinz Becker (* 9. November 1943 in Großräschen) ist ein ehemaliger deutscher Fußballspieler in der Abwehr. Er spielte für die BSG Energie Cottbus und die BSG Stahl Riesa in der DDR-Oberliga.

## Karriere
Becker spielte in seiner Jugend bei seinem Heimatverein BSG Aufbau Großräschen, bevor er 1965 für ein Jahr zur ASK Vorwärts Cottbus kam. 1966 verpflichtete die neu gegründete BSG Energie Cottbus ihn für die zweitklassige DDR-Liga. In dieser Zeit spielte er häufig in der Startelf. Bis zu seinem Wechsel 1970 zur BSG Stahl Riesa kam er auf 101 Ligaspiele und ein Tor. In Riesa blieb Becker zwei Jahre, absolvierte in der Oberliga zwei Ligaspiele und kehrte dann wieder zur BSG Energie Cottbus zurück. Dort blieb er bis 1979; mit Ausnahme eines kurzen Aufenthalts bei der BSG Lokomotive Cottbus von April bis Juni 1976. In dieser Zeit absolvierte er 131 Ligaspiele und erzielte vier Tore. 1972/73 belegte Becker mit Cottbus am Saisonende den zweiten Platz in der Staffel B. Dennoch durften die Mannschaft an den Spielen der Aufstiegsrunde teilnehmen, weil der Berliner FC Dynamo II trotz erstem Platz als zweite Mannschaft nicht aufsteigen durfte. In der Aufstiegsrunde wurde die BSG Energie Cottbus hinter der BSG Stahl Riesa Zweiter und stieg somit in die DDR-Oberliga auf. Doch nach nur einer Saison stieg Energie Cottbus als Letztplatzierter mit nur einem Sieg wieder ab. Mit Cottbus kam er beim FDGB-Pokal in der Saison 1973/74 bis ins Halbfinale, wo man sich dem FC Carl Zeiss Jena geschlagen geben musste, weil das Rückspiel mit 1:7 verloren wurde. Nach seiner Zeit bei Energie Cottbus wechselte Becker 1980 zur niederklassigen TSG Saspow, wo er als Spielertrainer wirkte.